# Sumqayıt
Sumqayıt (en azéri : [sumgɑˈjɯt] ; aussi transcrit Soumgaït) est une ville d'Azerbaïdjan. Sa population s'élevait à 341 200 habitants en 2018, ce qui en fait la troisième ville du pays.

## Géographie
Sumqayıt est située au bord de la mer Caspienne, au nord de la péninsule d'Abchéron, et à une trentaine de kilomètres au nord de la capitale Bakou, dont elle forme une lointaine banlieue.

## Histoire
Selon les historiens, les Mèdes occupèrent la région. Des restes d'un ancien caravansérail ainsi que du mobilier et des ustensiles de cuisine furent trouvés pendant la construction de la ville moderne. Ce qui corrobore une légende populaire selon laquelle la ville était autrefois traversée par des caravanes. Un homme du nom Soum et une femme nommée Jeyran, qui étaient amoureux l'un de l'autre, étaient parmi les voyageurs. En raison d'un manque d'eau, Jeyran avait soif et Soum rechercha de l'eau. Craignant de perdre Soum, Jeyran cria « qayıt, Soum qayıt » (Soum reviens). Telle est, selon la légende, l'origine du nom de la ville. La première mention écrite d'une occupation du site actuel de Sumqayıt remonte à 1580, lorsqu'un voyageur anglais, H. Barrow, cita Sumqayıt dans ses écrits. En 1858, Alexandre Dumas mentionna la région dans le récit de son voyage au Caucase. Mais rien de substantiel ne fut bâti sur le site de la ville actuelle jusqu'à ce que l'Union soviétique ait pris le contrôle de la région dans les années 1920.
En 1935, le gouvernement soviétique prit la décision de développer l'industrie lourde dans la péninsule d'Abchéron et choisit le site de Soumgaït, à proximité de Bakou et bien placé sur les voies ferrées existantes. Entre 1938 et 1941, une centrale thermique fut construite pour alimenter en électricité l'industrie pétrolière en plein essor de Bakou. Elle fut suivie par d'autres industries lourdes, mais la Seconde Guerre mondiale interrompit la construction de la zone industrielle, qui ne reprit qu'en 1944. La mise en service de l'usine chimique accéléra le développement de Soumgaït, qui obtint le statut de ville en 1949, suivant une décision du Soviet suprême de la RSS d'Azerbaïdjan. En 1952, une usine de tubes d'acier pour l'industrie pétrolière fut mise en service, puis une usine de caoutchouc synthétique. Une usine sidérurgique et une usine d'aluminium furent mises en service respectivement en 1953 et 1955. Plusieurs centres de recherche scientifique et des centres culturels furent construits à Soumgaït au cours des années suivantes. Plusieurs milliers d'ouvriers et de techniciens russes s'installèrent alors à Soumgaït. En 1960, commença la construction d'un complexe pétrochimique, un des plus grands d'Europe à l'époque. Dans les années 1960 et 1970, s'ajoutèrent d'autres établissements industriels. À la fin des années 1980, Soumgaït était un centre important de l'industrie chimique de l'Union soviétique.
Le 29 février 1988, des violences inter-ethniques embrasèrent Soumgaït et la population arménienne de la ville subit un pogrom qui fit 32 morts et 2 000 blessés en trois jours. Le pogrom de Soumgaït fait suite aux revendications indépendantistes de la forte population arménienne de la province autonome du Haut-Karabagh. Ces massacres marquent le début de la guerre du Haut-Karabagh et du différend persistant entre l'Arménie et l'Azerbaïdjan.

## Population
Recensements (*) ou estimations de la population :
| 1939* | 1959*  | 1970*   | 1979*   |
| ----- | ------ | ------- | ------- |
| 6 353 | 51 485 | 124 490 | 190 112 |

| 1989*   | 2002*   | 2009    | 2012    |
| ------- | ------- | ------- | ------- |
| 231 104 | 261 200 | 276 061 | 284 600 |

## Environnement
En 2007, la ville a été classée par le Blacksmith Institute parmi les 10 sites les plus pollués du monde à cause des rejets de produits chimiques, notamment de mercure, par les complexes pétrochimiques et industriels.

## Personnalités liées à Sumqayıt
- Alibey Novruzi, architecte en chef de la ville au XXe siècle